# Anderlingen

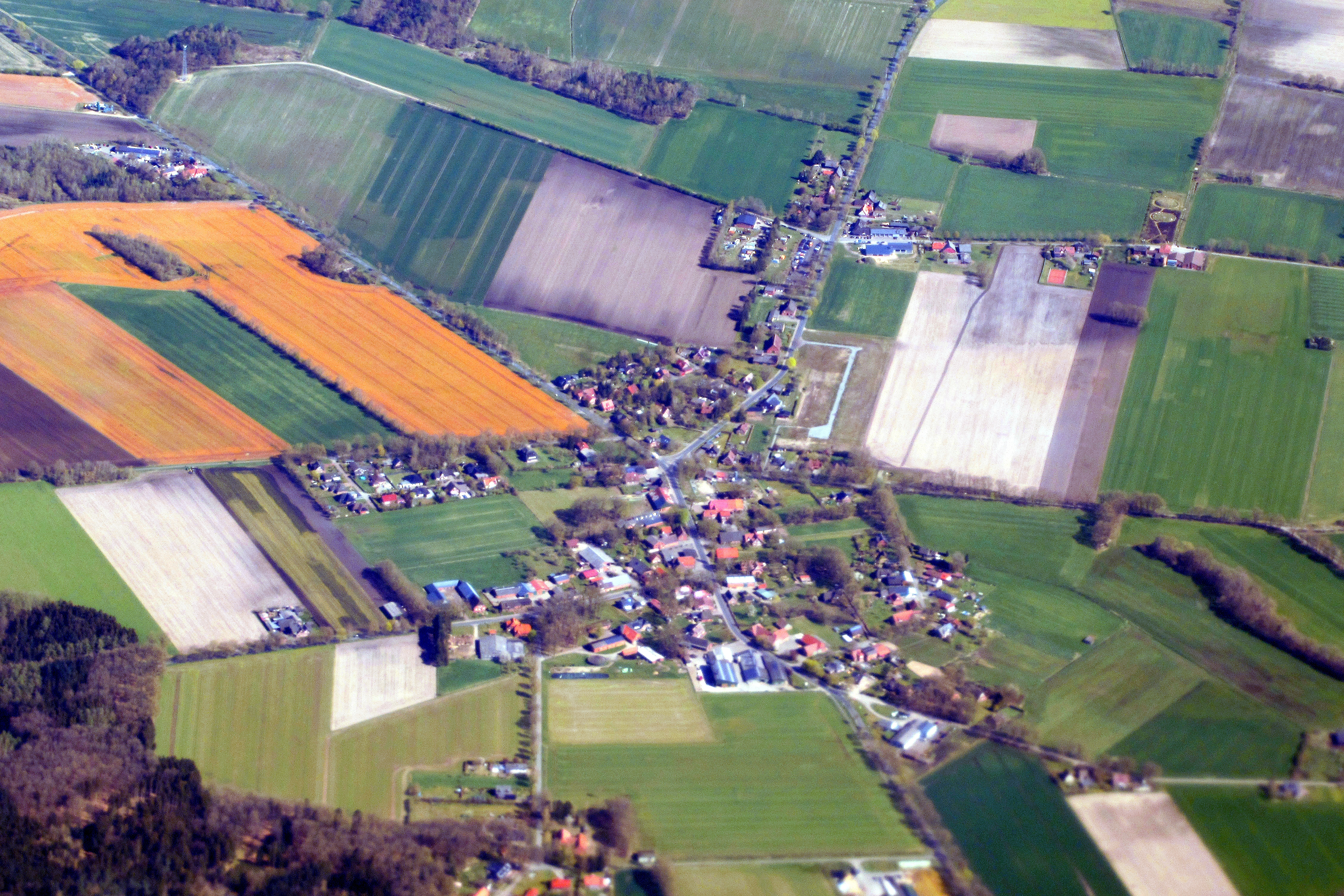
Anderlingen

Anderlingen (plattdeutsch Annerlingen) ist eine Gemeinde in der Samtgemeinde Selsingen im Landkreis Rotenburg (Wümme) in Niedersachsen. Anderlingen erstreckt sich auf einer Fläche von 35,67 Quadratkilometern.

## Geographie und Verkehrsanbindung

### Nachbargemeinden
Im Norden grenzt Anderlingen an Farven, im Osten an den Landkreis Stade (Gemeinden Brest und Ahlerstedt), im Süden an Heeslingen und im Westen an das Grundzentrum Selsingen sowie im Nordwesten an Deinstedt.

### Geologie
Anderlingen liegt auf der Zevener Geest.
Die Landschaft wird durch Wiesen und Wälder geprägt, es gibt nur noch vereinzelt kleine Wälder und Moore, die unkultiviert geblieben sind.
Durch die Gemeinde fließt über 16 km die Twiste, ein Nebenfluss der Oste, der seine Quelle bei Winderswohlde hat.

### Gemeindegliederung
Gemäß Hauptsatzung gliedert sich die Gemeinde in die vier Ortsteile:
- Anderlingen (Kernort) (mit Hembeck)
- Grafel (mit Winderswohlde, Sprakel und Mojenhop)
- Fehrenbruch
- Ohrel (mit Windershusen und Oelkershusen)

### Verkehr
Wegen ihrer Randlage wird die Gemeinde bloß von zwei Kreisstraßen bedient. Das sind zum einen die K 169, die von Farven im Norden über Fehrenbruch und Grafel nach Selsingen zur B 71 im Westen führt und zum anderen die K 110, die von Heeslingen im Süden über Sassenholz führt und in die K 118 bei Malstedt mündet.

## Geschichte

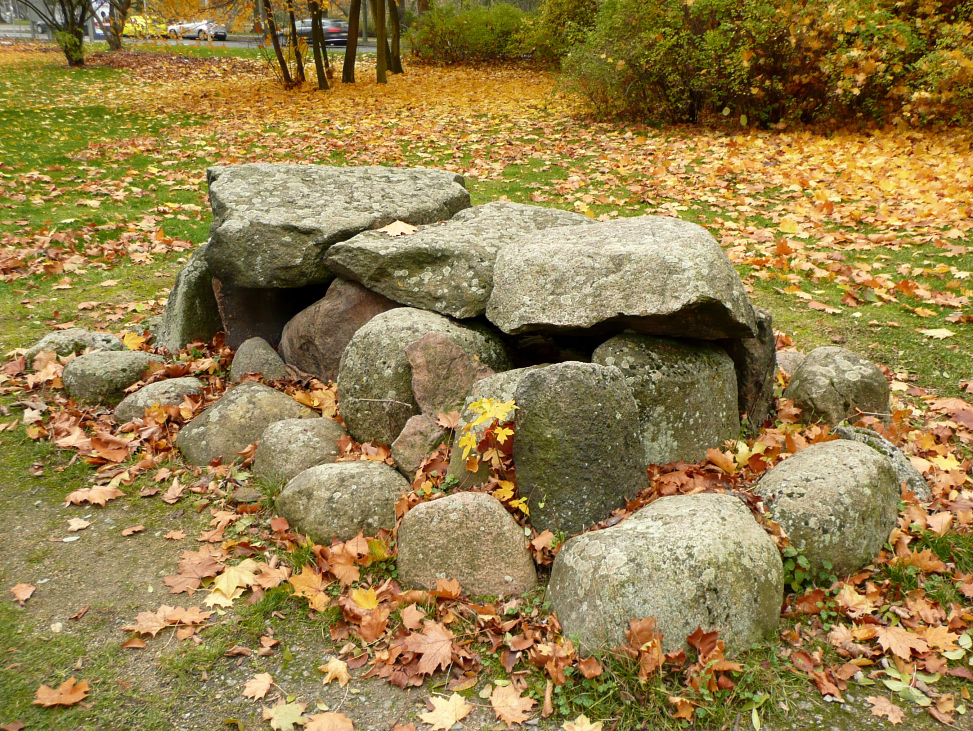
Die in Hannover wieder aufgestellte Steinkiste von Anderlingen

Die in der Gemarkung Anderlingen gefundene, dort abgebaute und neben dem Niedersächsischen Landesmuseum in Hannover wieder aufgebaute bronzezeitliche Steinkiste von Anderlingen zeigt drei menschliche Figuren auf dem südlichen Abschlussstein, der deshalb unter dem Namen Anderlinger Bildstein weit über die Region hinaus bekannt ist. Er gilt als einer der bedeutendsten bronzezeitlichen Funde im norddeutschen Raum und diente als Vorlage für das heutige Wappen des Ortes.
Am 1. März 1974 wurden die Gemeinden Grafel und Ohrel eingegliedert.

## Politik

### Gemeinderat
Der Rat der Gemeinde Anderlingen besteht aus neun Ratsfrauen und Ratsherren. Dies ist die festgelegte Anzahl für die Mitgliedsgemeinde einer Samtgemeinde mit einer Einwohnerzahl zwischen 501 und 1.000 Einwohnern. Die Ratsmitglieder werden durch eine Kommunalwahl für jeweils fünf Jahre gewählt. Die aktuelle Amtszeit begann am 1. November 2021 und endet am 31. Oktober 2026.
Die letzten Gemeinderatswahlen ergaben folgende Sitzverteilungen:
| Partei/Liste   | 2021 | 2016 |
| -------------- | ---- | ---- |
| WG Anderlingen | 9    | 8    |
| Einzelbewerber | –    | 1    |

### Bürgermeister
Der Gemeinderat wählte das Gemeinderatsmitglied Friedhelm Brunckhorst (WG Anderlingen) zum ehrenamtlichen Bürgermeister für die aktuelle Wahlperiode.

## Kultur und Sehenswürdigkeiten

### Bauwerke
- Wohn- und Wirtschaftsgebäude Hembecker Weg 3 von 1841 in Fachwerk

### Anderlinger Sonne
Im Oktober 2014 wurde die Anderlinger Sonne enthüllt, ein Modell der Sonne mit ca. zwei Meter Durchmesser. Das Modell ist der zentrale Punkt eines Steinplanetariums, das sich zwischen Anderlingen und Haaßel befindet. Es stellt die Planeten im Maßstab 1:700 Millionen dar. Das Steinplanetarium ist Teil der Stein-Erlebnisroute von Anderlingen.

### Gedenksteine

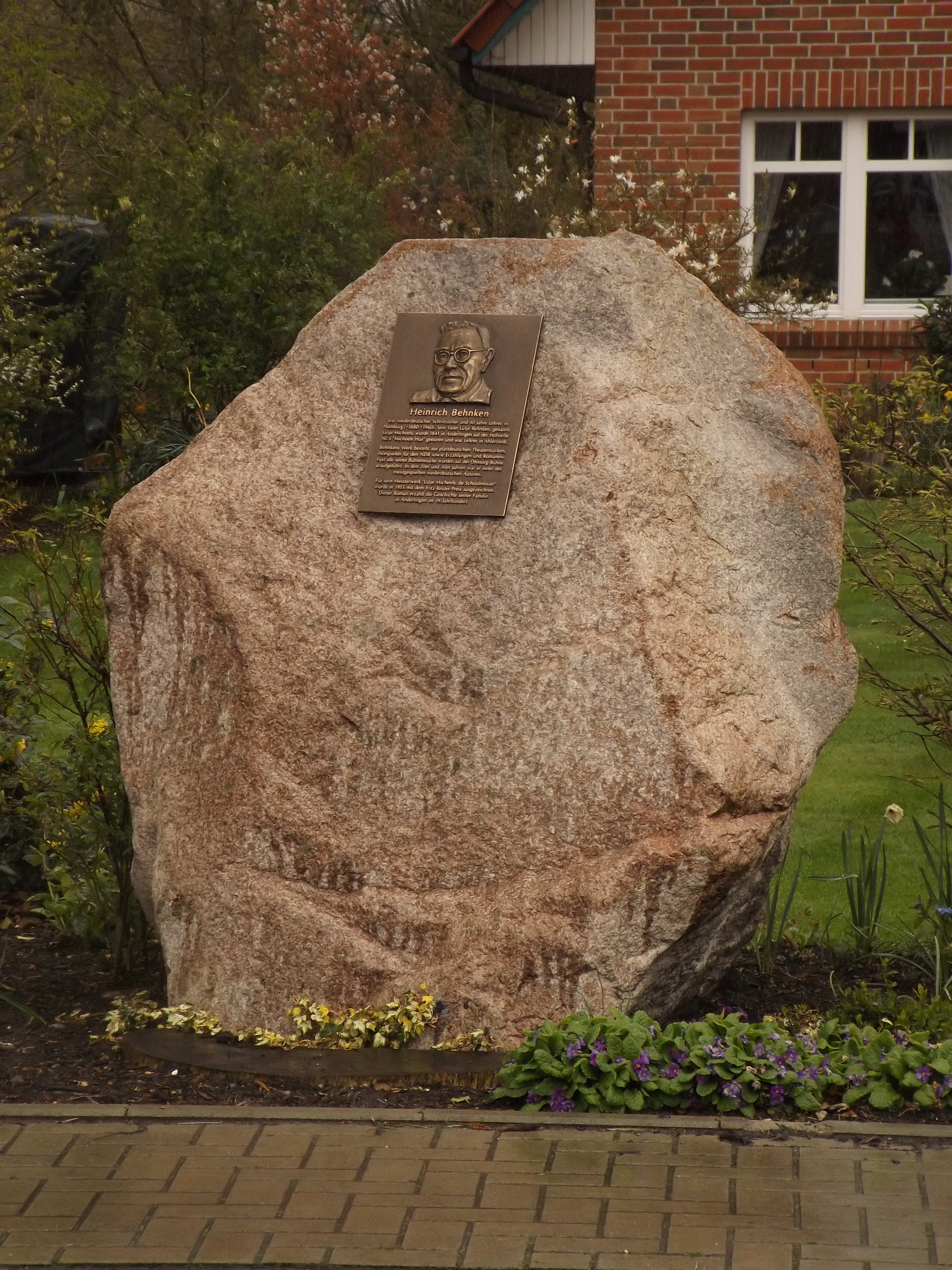
Heinrich-Behnken-Gedenkstein

In der Ortsmitte befindet sich ein Gedenkstein, der an Heinrich Behnken und dessen Vater Lütje Behnken (auch Lütje Micheels nach der Hofstelle Nr. 5 Micheels Hus benannt) erinnert. Lütje Behnken wurde in Anderlingen geboren.